# Pepper Adams
Park Frederick Adams III, detto Pepper (Highland Park, 8 ottobre 1930 – New York, 10 settembre 1986), è stato un sassofonista statunitense di musica jazz.
A differenza della maggior parte dei suoi colleghi sassofonisti, Adams si dedicò al sassofono baritono condividendo questa scelta con altri tre grandi solisti jazz: Harry Carney, Serge Chaloff e Gerry Mulligan.

## Biografia
Adams a tre anni cominciò a prendere familiarità con la tastiera del pianoforte. Nel 1935 la famiglia si trasferì dal sobborgo di Detroit – dove Pepper era nato – a Rochester, e nella nuova città Adams si avvicinò al jazz ascoltando alla radio Fats Waller, il sestetto di John Kirby, Duke Ellington e Cab Calloway. All'età di dodici anni passò dal piano al clarinetto e in seguito, ispirandosi a Harry Carney, al sassofono baritono, unendosi poi ad alcune formazioni jazz.
Dopo il suo ritorno a Detroit nel 1946, la sua carriera artistica proseguì negli anni quaranta a fianco di musicisti di rango, fra i quali Lucky Thompson, Billy Mitchell, i due fratelli Thad ed Elvin Jones e Lionel Hampton. Tornato dal servizio militare nel 1953, maturò musicalmente esibendosi assieme a Miles Davis, Sonny Stitt e Wardell Gray, e poi col gruppo di Kenny Burrell; e concluse il primo periodo della carriera suonando con Ron Carter e John Coltrane.
È del 1956 il suo spostamento a New York, dove incise con diversi jazzisti stanziati nella metropoli, fra i quali Kenny Clarke, Quincy Jones e Curtis Fuller; a seguire, una tournée con Maynard Ferguson e Stan Kenton nella West Coast. L'anno successivo vide le sue collaborazioni con Toots Thielemans, Hank Jones, Lee Morgan, John Coltrane, Coleman Hawkins e Hank Mobley, per citare i musicisti più rilevanti. Nel 1958 guidò un quintetto assieme a Donald Byrd (che vedeva anche Bobby Timmons al piano, Doug Watkins al contrabbasso ed Elvin Jones alla batteria) e inoltre lavorò con Benny Goodman, Johnny Griffin e Chet Baker. L'anno dopo fu la volta degli incontri con Art Pepper, Sonny Red e Philly Joe Jones; ed ebbe pure esperienze artistiche con Jackie McLean, John Handy e Booker Ervin. Nel 1959 – e più in là fino al 1963 – ebbe qualche occasione di suonare assieme a Charles Mingus.
Agli inizi degli anni sessanta si trovò in studio di registrazione con Lionel Hampton, Herbie Hancock, Jimmy Forrest, Herbie Mann, Howard McGhee, Freddie Hubbard, Duke Pearson e Red Garland. Oltre a quelle citate, nel decennio tante furono le sue collaborazioni con artisti di alto livello, da Ben Webster a Oliver Nelson, da Joe Zawinul a Stanley Turrentine a Thad Jones a Blue Mitchell a Dizzy Gillespie, da Jimmy Smith a Lou Donaldson, Roland Kirk, George Benson e alla Thad Jones/Mel Lewis Orchestra.
Negli anni sessanta, Adams mostrò la sua flessibilità adattandosi a esperienze di soul jazz e di fusion con l'incisione dell'album Peaceful World assieme al gruppo rock-jazz dei Rascals, ma non dimenticando le proprie radici jazz che si concretizzarono nelle sessioni con Walter Bishop Jr e Charles Mingus. Nel successivo decennio incontrò di nuovo vecchi compagni di strada come Hank Jones, Ron Carter e Tommy Flanagan. Nel marzo del 1985 gli fu diagnosticato un cancro ai polmoni e Adams dovette diradare gli impegni avendo in seguito contratto la pleurite e poi la polmonite. Nonostante gli interventi di chemioterapia, il sassofonista si spense il 10 settembre 1986. A un concerto in sua memoria tenutosi il 28 dello stesso mese presero parte i vecchi amici Tommy Flanagan, Elvin Jones, Ronnie Cuber e Gerry Mulligan.

## Curiosità
La versione 4.6 della piattaforma software WordPress pubblicata il 17 agosto 2016 è dedicata a Pepper Adams.

## Discografia
come Leader o Co-Leader
- 1956 - Jazzmen Detroit (Fresh Sound Records)
- 1957 - Pepper Adams Quintet (Mode Records, MOD-LP 112)
- 1957 - Critics' Choice (World Pacific Records, PJM-407)
- 1957 - The Cool Sound of Pepper Adams (Regent Records, MG 6066)
- 1958 - The Pepper-Knepper Quintet (Metrojazz Records, E 1004) con Jimmy Knepper
- 1958 - 10 to 4 at The 5 Spot (Riverside Records, RLP 12-265)
- 1960 - Motor City Scene (Bethlehem Records, BCP 6056) anche uscito con il titolo di Stardust
- 1961 - Out of This World (Warwick Records, W 2041) con Donald Byrd
- 1963 - Plays the Compositions of Charlie Mingus (Jazz Workshop, WSJS 219)
- 1966 - Mean What You Say (Milestone Records, MSP-9001) con Thad Jones
- 1967 - Jazz for a Sunday Afternoon - Vol. 1 (Solid State Records, SS 18027)
- 1968 - Encounter! (Prestige Records, PR 7677)
- 1973 - Ephemera (Spotlife Records, SPJLP 6 PA 6)
- 1975 - Julian (Enja Records, 2060)
- 1975 - Twelfth and Pingree (Enja Records, 2074)
- 1977 - Live (Just Jazz Records, JJCD 1004)
- 1977 - Live in Europe (Impro Records, 02)
- 1978 - Reflectory (Muse Records, MR 5182)
- 1979 - Be-Bop? (Musica Records, MUS 3014)
- 1980 - The Master (Muse Records, MR 5213)
- 1981 - Urban Dreams (Palo Alto Jazz Records, PA 8009)
- 1983 - California Cookin' (Interplay Records, IPCD 8608-2)
- 1983 - Live at Fat Tuesday's (Uptown Records, UP 27.16)
- 1985 - Generations (Muse Records, MR 5313) con Frank Foster
- 1985 - The Adams Effect (Uptown Records, UP 27.31)[7]
- 1996 – Pepper
- 2012 – Joy Road Sampler: Selections from Volumes 1-5[3]